# بوب جاستن
بوب جاستن (بالإنجليزية: Bob Justin)‏ هو نحات أمريكي، ولد في 1941.